# Weitnau

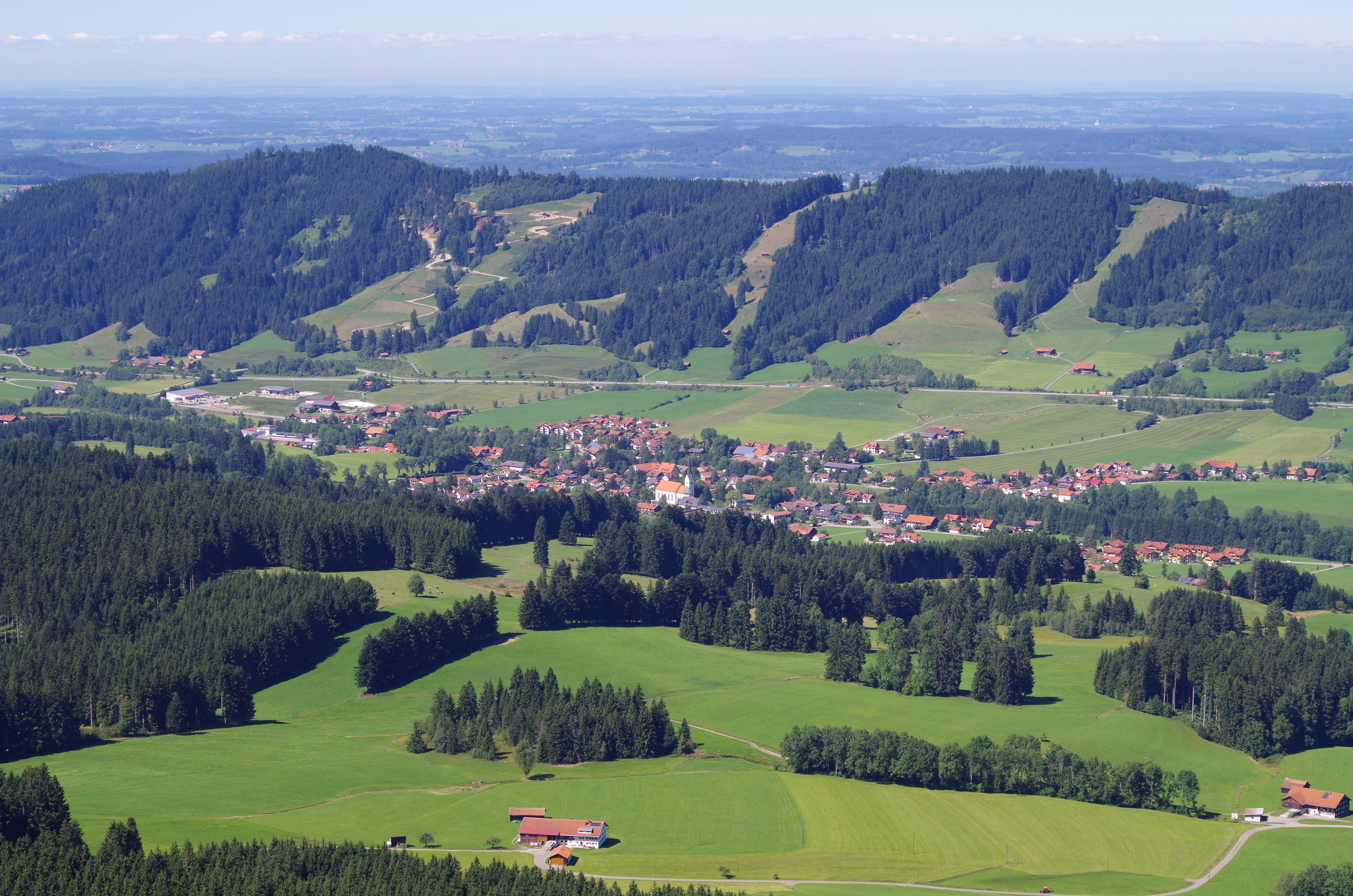
Weitnau im Tal zwischen Hauchenberg und Sonneneck

Weitnau ist ein Markt im schwäbischen Landkreis Oberallgäu.

## Geographie

### Lage
Weitnau liegt in der Region Allgäu im Voralpenland.

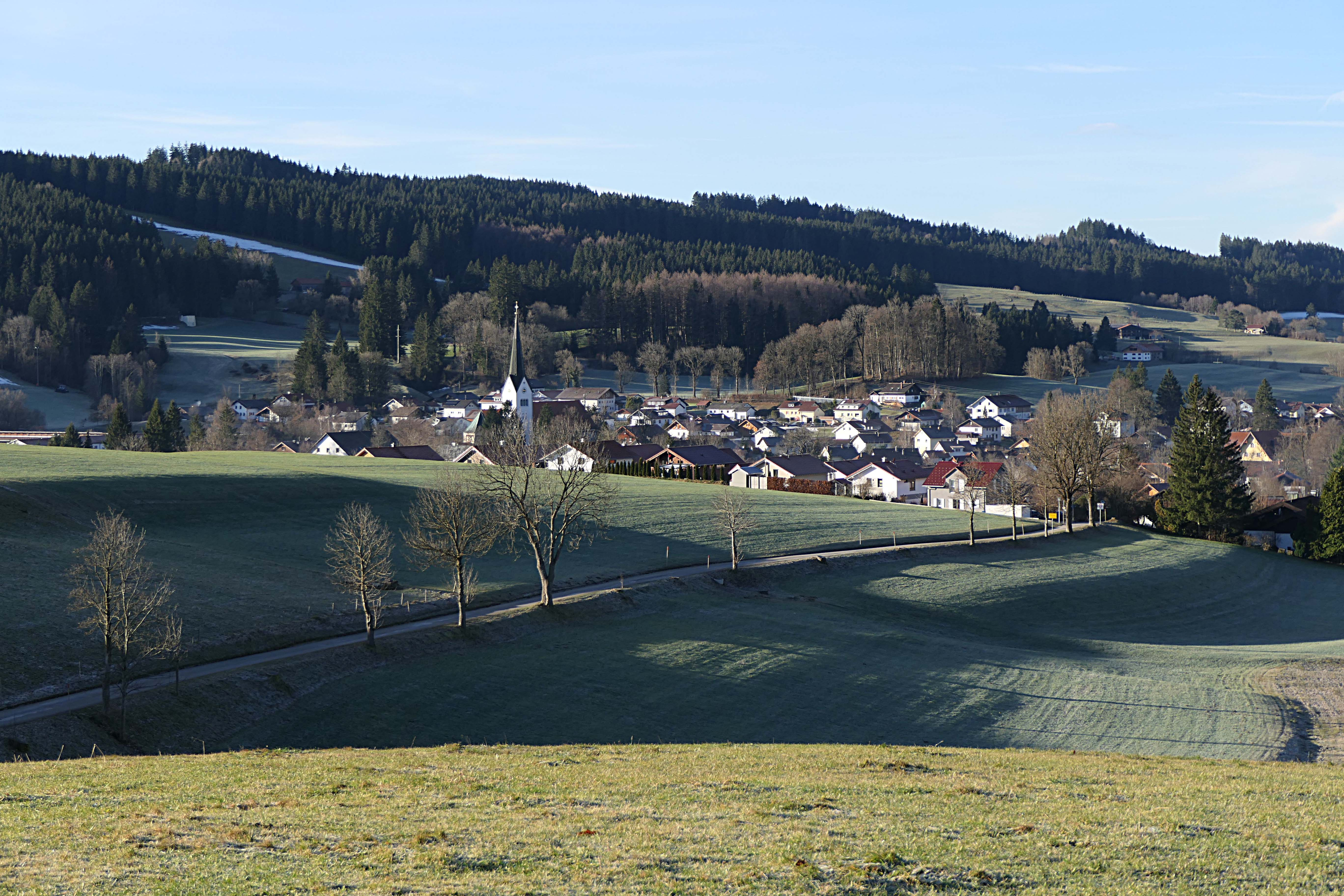
Weitnau von Nordosten

### Gemeindegliederung
Es gibt 54 Gemeindeteile (in Klammern ist der Siedlungstyp angegeben):
- Altach (Einöde)
- Alttrauchburg (Einöde)
- Bauhof (Einöde)
- Biesenbach (Einöde)
- Büchelesmühle (Weiler)
- Bühl (Weiler)
- Buigen (Einöde)
- Eisenbolz (Dorf)
- Engelhirsch (Weiler)
- Engelwarz (Dorf)
- Eschachthal (Einöde)
- Ettensberg (Dorf)
- Faistenoy (Einöde)
- Gerholz (Weiler)
- Glashütte (Weiler)
- Greit (Einöde)
- Haslach (Weiler)
- Hellengerst (Pfarrdorf)
- Hofen (Dorf)
- Hub (Einöde)
- Hungerbach (Einöde)
- Kaisers (Einöde)
- Klausenmühle (Weiler)
- Kleinweiler (Pfarrdorf)
- Langenberg (Einöde)
- Letz (Weiler)
- Leutfritz (Weiler)
- Moos (Weiler)
- Nellenberg (Dorf)
- Nellenbruck (Weiler)
- Obereinöden (Einöde)
- Obergötzenberg (Einöde)
- Oberweihbach (Einöde)
- Osterhofen (Weiler)
- Rechtis (Pfarrdorf)
- Riedbruck (Einöde)
- Rieder (Einöde)
- Ritzenschattenhalb (Weiler)
- Ritzensonnenhalb (Dorf)
- Roßsteig (Einöde)
- Säge (Einöde)
- Schmiedberg (Weiler)
- Seltmans (Dorf)
- Sibratshofen (Pfarrdorf)
- Spitalhof (Einöde)
- Steinebach (Weiler)
- Untereinöden (Weiler)
- Untergötzenberg (Einöde)
- Waltrams (Dorf)
- Weilerle (Weiler)
- Weitnau (Hauptort)
- Wengen (Pfarrdorf)
- Wengermühle (Einöde)
- Widmannsried (Weiler)

Das Gemeindegebiet besteht aus den Gemarkungen Weitnau, Rechtis, Waltrams und Wengen.

### Nachbargemeinden
| Isny im Allgäu |                                             | Buchenberg           |
| Maierhöfen     | Kompassrose, die auf Nachbargemeinden zeigt | Waltenhofen          |
| Grünenbach     | Missen-Wilhams                              | Immenstadt im Allgäu |

## Geschichte

### Bis zur Gemeindegründung
Weitnau wurde angeblich erstmals im Jahr 726 als Witunavia erwähnt. Gesichert ist die erste Nennung im Jahr 1250 als Witenowe. Der Markt Weitnau gehörte, bevor er zu Bayern kam, zur österreichischen Herrschaft Bregenz-Hohenegg. Weitnau besaß das Marktrecht und war schon im 13. Jahrhundert Verwaltungssitz der Herrschaft Hohenegg. Seit den Friedensverträgen von Brünn und Preßburg 1805 gehört der Ort zum damals neu entstandenen Königreich Bayern. Im Jahr 1818 wurde die Gemeinde gegründet. Weitnau hatte lange Zeit einen Bahnanschluss an der Bahnstrecke Kempten–Isny. Diese Strecke ist heute stillgelegt.

### Eingemeindungen
Am 26. Juli 1863 wurde die Gemeinde Waltrams eingegliedert. Die freiwillige Eingemeindung eines Teils der Gemeinde Rechtis (mit Hellengerst) erfolgte am 1. Januar 1963. Am 1. Januar 1972 kam im Zuge der Gebietsreform die Gemeinde Wengen zu Weitnau.

### Einwohnerentwicklung
Zwischen 1988 und 2018 wuchs die Gemeinde von 3941 auf 5334 Einwohner bzw. um 35,4 %.
Auf dem Gebiet der Gemeinde entwickelte sich die Einwohnerzahl wie folgt:
| Jahr      | 1840 | 1900 | 1939 | 1950 | 1961 | 1970 | 1987 | 1991 | 1995 | 2000 | 2005 | 2010 | 2015 | 2020 |
| Einwohner | 2552 | 2721 | 3135 | 4655 | 4001 | 4395 | 3873 | 4628 | 5158 | 5079 | 5201 | 5116 | 5193 | 5376 |

## Politik

### Gemeinderat
Die Kommunalwahl vom 15. März 2020 führte zu folgendem Ergebnis für die Zusammensetzung des Gemeinderats in Weitnau:
| Partei /Liste                               | Stimmenanteil | Sitze |
| CSU und Freie Wählerschaft Weitnau          | 29,18 %       | 6     |
| SPD                                         | 7,12 %        | 1     |
| offene Grüne Liste/Grüne                    | 16,43 %       | 3     |
| Freie Wählergemeinschaft Wengen-Kleinweiler | 31,49 %       | 7     |
| Überparteiliche WV Seltmans-Sibratshofen    | 15,78 %       | 3     |

Zusätzlich gehört dem Gemeinderat der direkt gewählte Bürgermeister an.

### Bürgermeister
Am 15. März 2020 wurde Florian Schmid (Freie Wählergemeinschaft Wengen-Kleinweiler) bei einem Mitbewerber mit 80,3 % der Stimmen zum Bürgermeister gewählt. Er trat das Amt am 1. Mai 2020 an. Sein Vorgänger war vom 1. Mai 2008 bis 30. April 2020 Alexander Streicher (parteilos).

### Gemeindefinanzen
Im Jahr 2012 betrugen die Gemeindesteuereinnahmen 3.245.000 €, davon waren 602.000 € Gewerbesteuereinnahmen (netto).

### Wappen
| Wappen von Weitnau | Blasonierung: „Aus rotem Schildfuß wachsend in Silber ein Bauer mit schwarzem Hut, schwarzem (braunem) Rock und schwarzer Hose, der eine auswärts gekehrte Sense mit blauem Blatt hält.“ |
| Wappen von Weitnau | |

## Sehenswürdigkeiten
- Carl-Hirnbein-Erlebnisweg
- Burgruine Alttrauchburg
- Kirche St. Pelagius, Neubau 1862–1872. Es ist anzunehmen, dass beim Neubau 1862 nur das Kirchenschiff erneuert wurde und der 1739–1740 erbaute Chor beibehalten wurde. Teile des Turmes sind aus dem 14. Jahrhundert. Einheitlich neugotisch ausgestatteter Sakralbau mit farbenfroher Ausmalung und fantasievoller Schablonenmalerei. Die Figuren am Hochaltar entspringen der Multscherschule und sind um 1490 entstanden. Die Kirche ist eine Station auf dem Bayerisch-Schwäbischen Jakobusweg von Augsburg und München zum Bodensee.
- Gasthaus Adler in Weitnau. Ehemals Amtshaus der Herrschaft Hohenegg. Neubau des Gebäudes vermutlich 1753. Erste Erwähnungen des Vorgängerbaus um 1200. Beherbergt heute eine Gaststätte, das Tourismusamt und die Gemeindebücherei.
- Dorfbrunnen in Weitnau. Errichtet zum Abschluss der Flurbereinigung in Weitnau.
- Alpe Wenger Egg (1056 m), ein Kilometer südöstlich des württembergischen Bergs Schwarzer Grat. Im Sommer ist dort ein Gasthaus bewirtschaftet und es wird Vieh gehalten. Im Winter hat der Alpenverein Leutkirch dort seine Residenz.
- Panorama-Golfplatz in Hellengerst
- Molasse-Wand bei Seltmans

## Wirtschaft und Infrastruktur

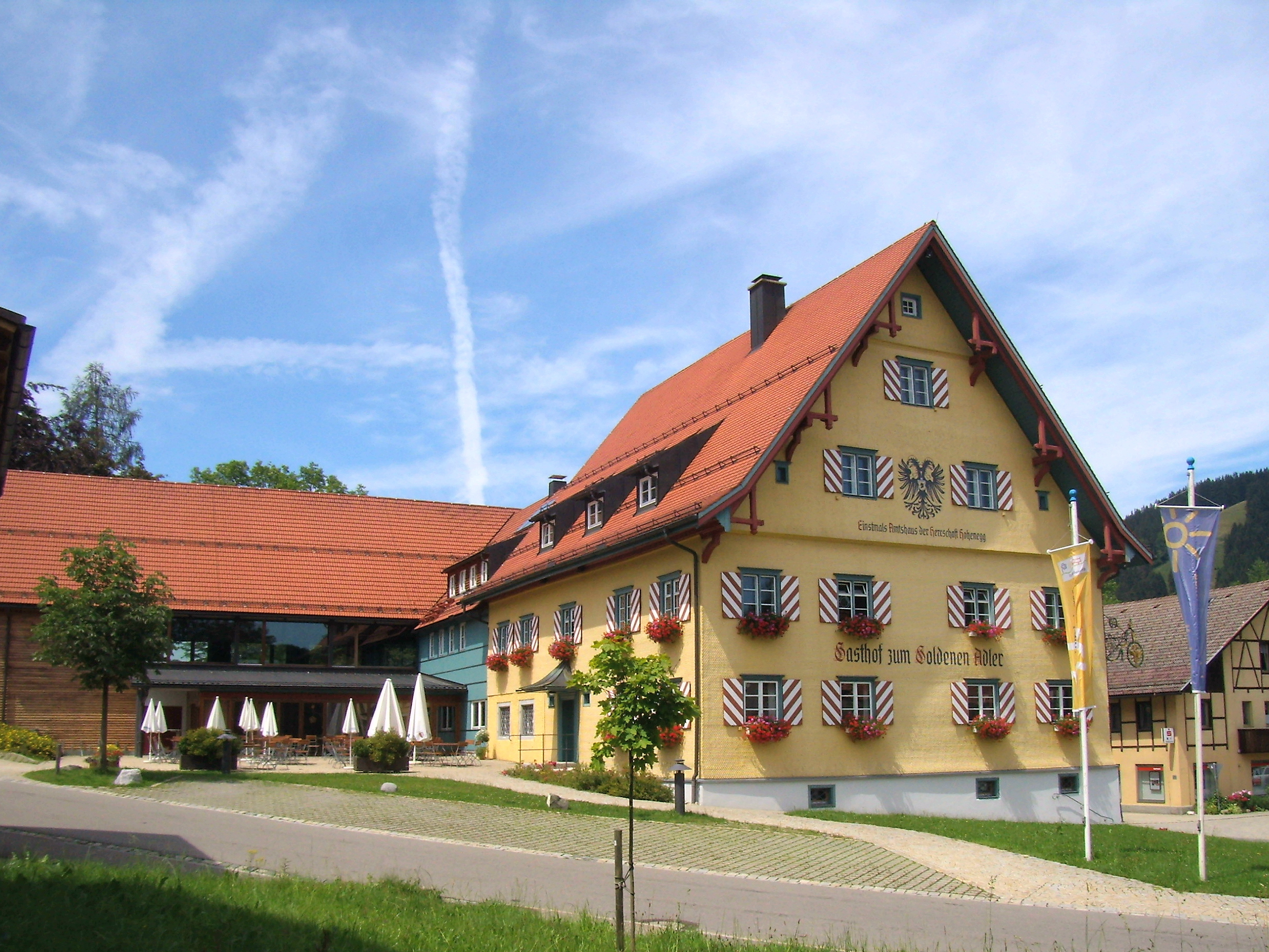
Gasthaus Adler

### Wirtschaft
2012 gab es im Bereich der Land- und Forstwirtschaft 18, im produzierenden Gewerbe 335 und im Bereich Handel, Gastgewerbe und Verkehr 117 sozialversicherungspflichtig Beschäftigte am Arbeitsort. In sonstigen Wirtschaftsbereichen waren es 220 Personen. Sozialversicherungspflichtig Beschäftigte am Wohnort gab es 1.894. Im verarbeitenden Gewerbe gab es einen, im Bauhauptgewerbe zehn Betriebe. Im Jahr 2010 bestanden außerdem 102 landwirtschaftliche Betriebe mit einer landwirtschaftlich genutzten Fläche von insgesamt 2.687 ha.

### Tourismus

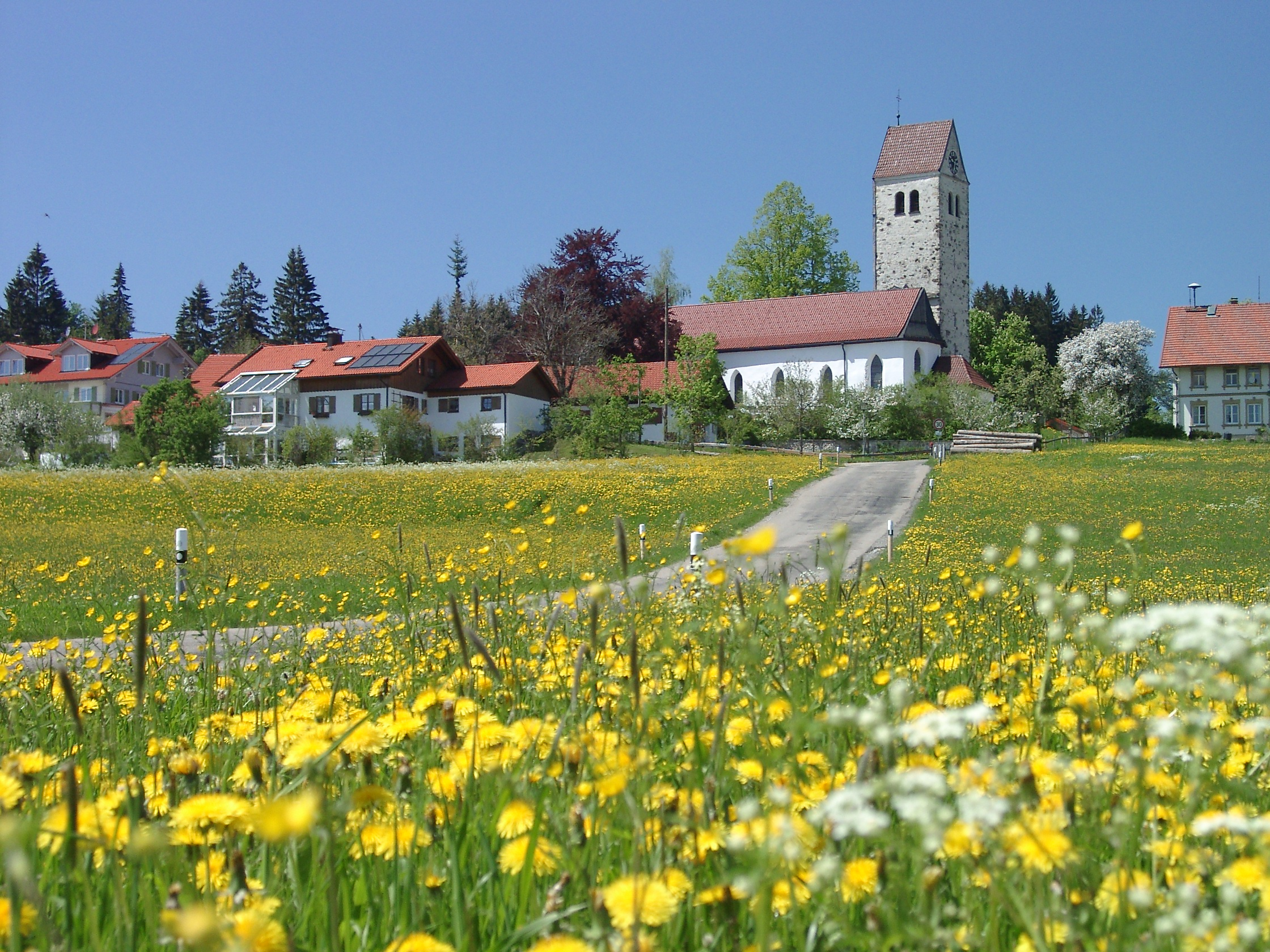
Rechtis mit Kirche St. Ulrich

Wie bei vielen Gemeinden im Allgäu ist auch in Weitnau der Tourismus ein wichtiger Einkommenszweig. Weitnau ist im Sommer und im Winter gleichermaßen ein beliebtes Urlaubsziel. Es sind ausgedehnte Spazier- und Wanderwege, Loipen, historische Sehenswürdigkeiten und viele Spielmöglichkeiten für die Kinder vorhanden. Seit dem 13. Dezember 2005 ist Weitnau anerkannter Luftkurort. Zudem verläuft der Allgäu-Radweg durch den Ort.
Bei ausreichender Schneelage wird im Winter der Argentallift für Skifahrer und Snowboarder in Betrieb genommen. Durch seine Lage direkt im Ortszentrum hat dieser Skilift regen Zulauf. Dieser Lift hat außerdem eine große Schanze für Snowboarder.
Weitnau liegt am Münchner Jakobsweg, einem Fernwanderweg zum Bodensee und durch die Schweiz nach Spanien.

### Bildung
Es gibt folgende Einrichtungen:
- Drei Kindergärten mit insgesamt 174 Kindergartenplätzen und 163 Kindern (Stand 2013)
- Zwei Volksschulen, in denen 16 Lehrer insgesamt 273 Schüler unterrichten (Schuljahr 2012/2013)

## Persönlichkeiten
- Carl Hirnbein (1807–1871), Politiker und Agrarreformer, lebte in Weitnau und starb dort.
- Franz von Miller (1783–1842), Volkswirtschaftler, wurde in Weitnau geboren.
- Josef Widmann (1833–1899), Bauingenieur und Pionier der Allgäuer Milchwirtschaft, starb in Weitnau.
- Chrysostomus Zodel (1920–1998), Journalist und ehemaliger Chefredakteur der Schwäbischen Zeitung, wurde in Kleinweiler-Hofen geboren.